# Hannah Montana 3
Hannah Montana 3 è la colonna sonora della terza stagione dell'omonima serie televisiva, interpretata dalla cantante statunitense Miley Cyrus e pubblicata il 7 luglio 2009 dall'etichetta discografica Walt Disney Records.

## Descrizione
L'album contiene al suo interno 14 canzoni, di cui 13 cantate da Miley Cyrus nei panni di Hannah Montana e una dal cantante statunitense Mitchel Musso. La versione disponibile sull'iTunes Store e quella speciale rilasciata nel Regno Unito presentano un DVD esclusivo con alcune otto video musicale tratti da un concerto tenuto ad Irvine.
L'album vede la partecipazioni di vari artisti e produttori: la compositrice e produttrice statunitense Kara DioGuardi ha scritto e prodotto le canzoni Mixed Up, He Could Be the One, Supergirl e Don't Wanna Be Torn, mentre la cantante statunitense Vitamin C ha coscritto la traccia Let's Get Crazy, presente anche nella colonna sonora del film Hannah Montana: The Movie; Antonina Armato e Tim James, membri del duo di produttori Rock Mafia, hanno invece scritto e prodotto la traccia It's All Right Here.

## Tracce
1. It's All Right Here – 3:50 (Antonina Armato, Tim James)
2. Let's Do This – 3:33 (Derek George, Tim Owens, Adam Tefteller)
3. Mixed Up – 3:59 (Kara DioGuardi, Marti Frederiksen)
4. He Could Be the One – 2:57 (Kara DioGuardi, Mitch Allan)
5. Just a Girl – 3:54 (Toby Gad, Arama Brown)
6. I Wanna Know You (feat. David Archuleta) – 2:36 (Chen Neeman, Jeannie Lurie, Aris Archontis)
7. Supergirl – 2:55 (Daniel James, Kara DioGuardi)
8. Every Part of Me – 3:30 (Adam Watts, Andy Dodd)
9. Ice Cream Freeze (Let's Chill) – 3:04 (Matthew Gerrard, Robbie Nevil)
10. Don't Wanna Be Torn – 3:29 (Kara DioGuardi, Mitch Allan, LeAnn Rimes, Amanda Moore)
11. Let's Get Crazy – 2:36 (Colleen Fitzpatrick, Michael Kotch, Dave Derby, Michael "Smidi" Smith, Stefanie Ridel, Mim Nervo, Liv Nervo)
12. I Wanna Know You – 2:36 (Chen Neeman, Jeannie Lurie, Aris Archontis)
13. Mitchel Musso – Let's Make This Last Forever – 3:14 (Justin Gray, Michael Raphael, Sam Musso, Mitchel Musso)
14. If We Were a Movie (feat. Corbin Bleu) – 2:49 (Jeannie Lurie, Holly Mathis)

DVD aggiunto nelle versioni speciale inglese e iTunes Store
1. It's All Right Here (Live Music Video) – 3:49
2. Let's Do This (Live Music Video) – 3:35
3. Every Part of Me (Live Music Video) – 3:31
4. Ice Cream Freeze (Let's Chill) (Live Music Video) – 3:01
5. Mixed Up (Live Music Video) – 3:51
6. Supergirl (Live Music Video) – 2:55
7. Just a Girl (Live Music Video) – 3:38
8. Let's Get Crazy (Live Music Video) – 2:39

## Successo commerciale
Negli Stati Uniti Hannah Montana 3 ha debuttato alla seconda posizione, con 137 000 copie vendute nella prima settimana, diventando la quarta top 3 della cantante come Hannah Montana, quinta considerando anche l'album Breakout, pubblicato col vero nome della cantante. Anche nel vicino Canada l'album ha raggiunto la seconda posizione. 
All'infuori del Nord America l'album ha raggiunto top 10 in Austria, Spagna e Portogallo e top 20 in Germania, Norvegia e Nuova Zelanda.

## Classifiche

### Classifiche settimanali
| Classifiche (2009) | Posizione massima |
| ------------------ | ----------------- |
| Australia          | 27                |
| Austria            | 4                 |
| Belgio (Vallonia)  | 61                |
| Canada             | 2                 |
| Francia            | 86                |
| Germania           | 13                |
| Messico            | 26                |
| Norvegia           | 16                |
| Nuova Zelanda      | 16                |
| Portogallo         | 4                 |
| Spagna             | 6                 |
| Stati Uniti        | 2                 |
| Svizzera           | 32                |

### Classifiche di fine anno
| Classifica (2009) | Posizione |
| ----------------- | --------- |
| Canada            | 50        |
| Stati Uniti       | 64        |